# Каинова группа
Ка́инова группа — группа, совпадающая со своим коммутантом.
Некоторые авторы используют термин «совершенная группа» (от англ. perfect group). Это создаёт путаницу с другим одноимённым понятием, которое в англоязычной литературе обычно называется «полной (complete) группой».

## Определение
Группа {\displaystyle G} называется каиновой, если она удовлетворяет одному из следующих эквивалентных условий:
- Она совпадает со своим коммутантом: {\displaystyle [G,G]=G}.
- Её абелианизация тривиальна: {\displaystyle G^{ab}=0}.
- Любой гомоморфизм {\displaystyle f\colon G\to A} из неё в произвольную абелеву группу {\displaystyle A} тривиален: {\displaystyle {\rm {Im}}(f)=0}.
- Среди её факторгрупп абелевой является лишь тривиальная группа.

## Примеры
Простейшим примером каиновой группы является знакопеременная группа {\displaystyle A_{5}}. В действительности, для любого {\displaystyle n\geq 5} группа {\displaystyle A_{n}} является каиновой. Более того, как следует непосредственно из определения, любая простая группа, не являющаяся абелевой (точнее, циклической), каинова. Наконец, любая квазипростая группа является каиновой.
Специальная линейная группа {\displaystyle {\rm {SL}}_{2}(\mathbb {R} )} является каиновой. Более того, любая полупростая группа Ли является каиновой.

## Свойства
Любая нетривиальная каинова группа является неразрешимой.
Прямое произведение каиновых групп является каиновой. Любая факторгруппа каиновой группы каинова.
Согласно лемме Грюна, центр факторгруппы {\displaystyle G/Z(G)} каиновой группы {\displaystyle G} по её центру тривиален.
Если матричная группа является каиновой, то она унимодулярна, то есть каждый её элемент является унимодулярной матрицей. Это следует из того, что определитель {\displaystyle {\rm {det}}\colon {\rm {GL}}_{n}(R)\to R^{\times }} — гомоморфизм из полной линейной группы над произвольным коммутативным кольцом {\displaystyle R} в мультипликативную группу этого кольца, являющуюся абелевой.
Связная группа Ли является каиновой тогда и только тогда, когда для её алгебры Ли {\displaystyle {\mathfrak {g}}} выполняется соотношение {\displaystyle {\mathfrak {g}}={\mathfrak {g}}^{2}}.

## Этимология
Название понятия отсылает к убийству Авеля Каином. Согласно одному из определений, группа каинова, если тривиальна её абелианизация (названа в честь Нильса Хенрика Абеля). 
«Абель» — другая форма имени «Авель».
Термин предложен Александром Дмитриевичем Вентцелем и Владимиром Яковлевичем Лином.